# Casa Darvas-La Roche
Casa Darvas (numită de unii și La Roche) este un monument istoric și de arhitectură din Oradea, pe strada Iosif Vulcan la nr. 11, proiectat de frații József Vágó și László Vágó, datând din 1909. Este considerată una dintre cele mai originale proiecte arhitecturale de la început de secol, datorită plăcilor de beton aparente de pe fațadă. În prezent, clădirea găzduiește primul muzeu Art Nouveau din România.

## Istoric
Imre Darvas (1864-1913) a fost un important industriaș evreu din Oradea, care se ocupa cu exploatarea lemnului. A fost o personalitate marcantă și populară a orașului, fiind puternic implicat în viața socială și un mare consumator și iubitor de artă.
Întreprinderea sa de exploatare forestieră a fost înființată în anul 1903. A fost înregistrată ca societate cu nume colectiv în 1907- "Exploatarea Forestieră La Roche și Darvas". Proprietarii erau Imre Darvas și bancherul elvețian Alfred La Roche. La Roche deținea la Basel câteva instituții bancare care acordau credite unor întreprinzători din domeniul prelucrării lemnului. Pe baza unor nerambursări de credite, el a ajuns  proprietar al unor exploatări de prelucrare a lemnului. Totodată a devenit acționarul la societatea "La Roche și Darvas", implicându-se activ în conducerea afacerii. Capitalul era de 1.000.000 coroane (aproximativ 5,500,000 euro în ziua de azi)/ 200 de acțiuni. În 1912 averea firmei era de 2,806,000 coroane (aproximativ 16,700,000 euro azi). Firma avea ca obiect de activitate  exploatarea pădurilor, cumpărarea drepturilor de exploatare a lemnului, prelucrarea materialelor din lemn, lemn artificial. Firma avea sectoare de exploatare în Comitatul Bihor, la Băița, Poienii de Sus, Briheni, Topa de Criș și Lunca. Baza de muncă era lângă Vașcău. La Tileagd au înființat o fabrică de cherestea cu 8 gatere. Societatea avea până și o cale ferată industrială proprie, pe care erau trimise anual 12,000 de vagoane de lemn. Tot aici erau prelucrate anual 15,000 de vagoane de lemn pentru foc, aprovizionând întreg teritoriul Ungariei de la vremea respectivă. Odată cu intrarea în România, firma a exportat masiv în țări precum Anglia sau Franța.
Darvas a cumpărat casa de pe strada Iosif Vulcan nr. 11 (pe atunci Rimanoczy utca) de la un anume Ignacz Erlich, în 7 mai 1908 pentru suma de 54,000 de coroane, proprietarii devenind Imre Darvas și Margit Schultz (soția sa). Omul de afaceri a comandat un prim proiect, întocmit de deja cunoscuții frați Vágó, în anul 1908, pe când avea intenția de a edifica o clădire cu apartamente de închiriat. În 1909 se hoărăște să construiască o reședință privată pentru el și familia lui. În  același an apare al doilea proiect, realizat de aceiași arhitecți. Casa a fost finalizată în 1910, iar aripa dinspre Crișul Repede (garaj de automobile și sediu de firmă) a fost construită în 1912.
Imre Darvas nu s-a putut bucura multă vreme de vila sa somptuoasă, murind în 1913, și fiind înmormântat în cimitirul evreiesc neolog din Oradea. În 1913, în baza hotărârii nr. 30484/1913 a Tribunalului Oradea Mare se înscrie acțiunea de faliment împotriva lui Darvas Imre, casa fiind ipotecată. La 5 octombrie 1916 a fost vândută la modestul preț de 120,000 coroane. În baza licitației, dreptul de prioritate  a fost obținut de Casa de Economii Oradea. Pe data de 17 februarie 1918, în baza contractului de vânzare-cumpărare întocmit cu un an în urmă, văduva lui Karoly Ignac Deustch, Iuliana Herman, dobândește dreptul de proprietate  (a cumpărat clădirea cu 260,000 coroane). Ea  a vândut clădirea mai departe pentru 300,000 coroane lui Romiska Klor și Erzsike Klor.
În 1922, casa a fost vândută lui Adolf Goldfinger și soției sale, Blanca Engel. În 1928 casa a fost cumpărată  de dr. Desideriu Sor și soția Ileana Kandel. În 1941, jumătate din imobil a fost donat lui Tiberiu Simon. Cealaltă jumătate a fost vândută în 1947 soției dr. Iosif Leb și soției dr. Iancu Kisyelnik. O placă de marmură, plasată la intrare, păstrează memoria victimelor. În anii comunismului, mare parte a clădirii a fost naționalizată de autorități. Trei încăperi au rămas supraviețuitorilor familiei proprietarului. Partea naționalizată  a fost preschimbată în centru sportiv, apoi în sediu al echipei de fotbal FC Bihor. Potrivit experților, în această perioadă s-au produs numeroase modificări și distrugeri ale structurii și ornamentelor. În anii 2010, echipa FC Bihor a fost evacuată din clădire, iar administrația locală a achiziționat spațiile private, devenind proprietar unic al întregii clădiri. În prezent, Casa Darvas La Roche găzduiește singurul muzeu Art Nouveau din România.

## Clădirea
Clădirea este construită în stil Secession vienez cu forme simplificate, geometrice. Planul clădirii este în formă de L, având fațada principală spre strada Iosif Vulcan și pe cea secundară spre Criș. Fațada principală are trei zone diferit abordate arhitectural. Întreaga fațadă este placată cu marmoră la intersecția plăcilor aflându-se butoni semisferici din cărămidă smălțuită aparținand fabricii Zsolnay/Pecs. Fațada secundară este mai simplă, terasele coborând în trepte până în stradă.
Curtea interioară are ca element distinctiv gardul cu stâlpi din lemn încrustat. Clădirea este foarte importantă pentru istoria arhitecturii și artei, fiind reprezentativă pentru dezvoltarea stilului Secession în România. Acest lucru a dus la clasarea ca monument istoric a acestei frumoase clădiri, cod LMI BH-II-m-B-01090.

## Galerie foto

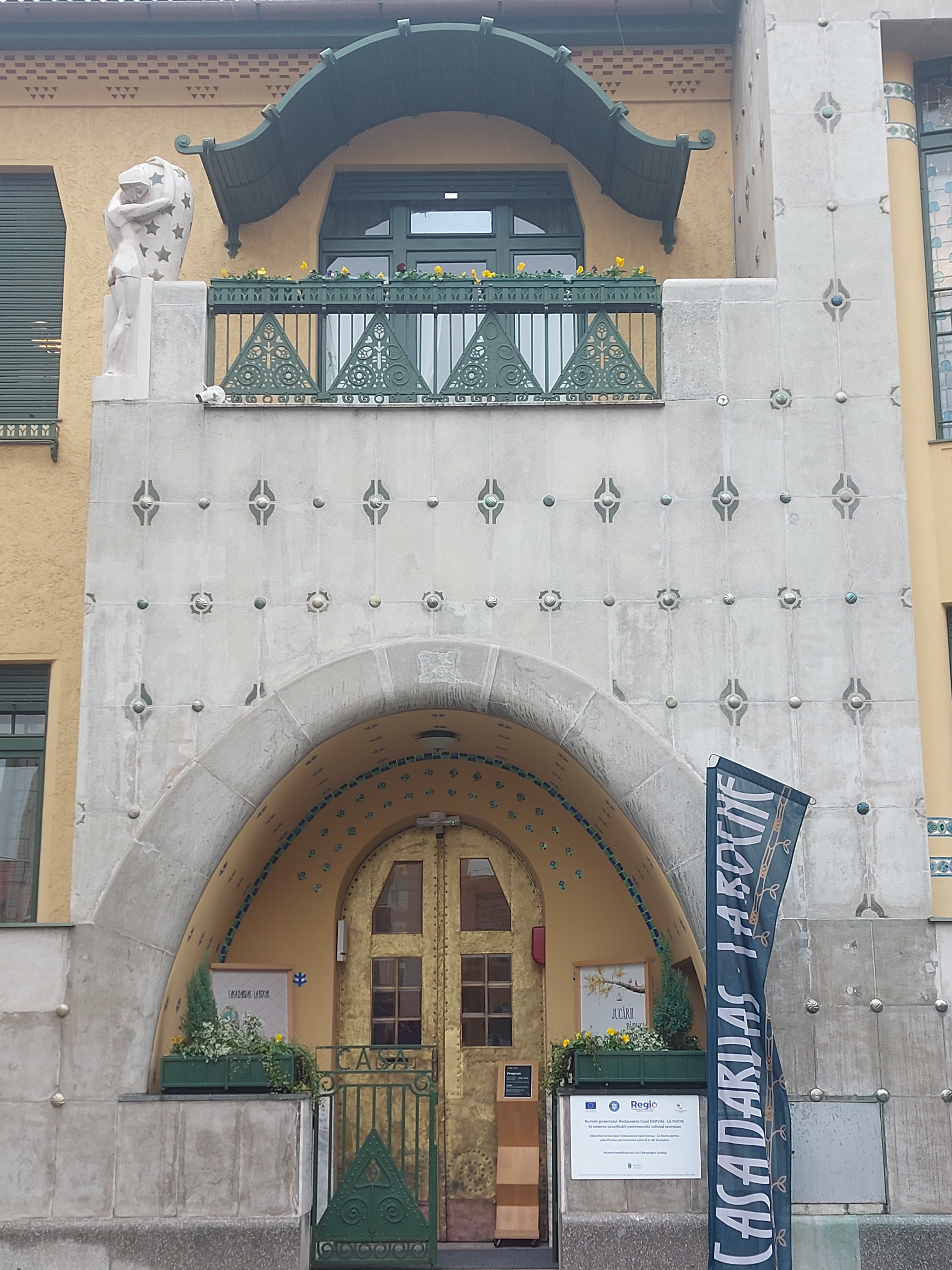
Detalii de la intrare.
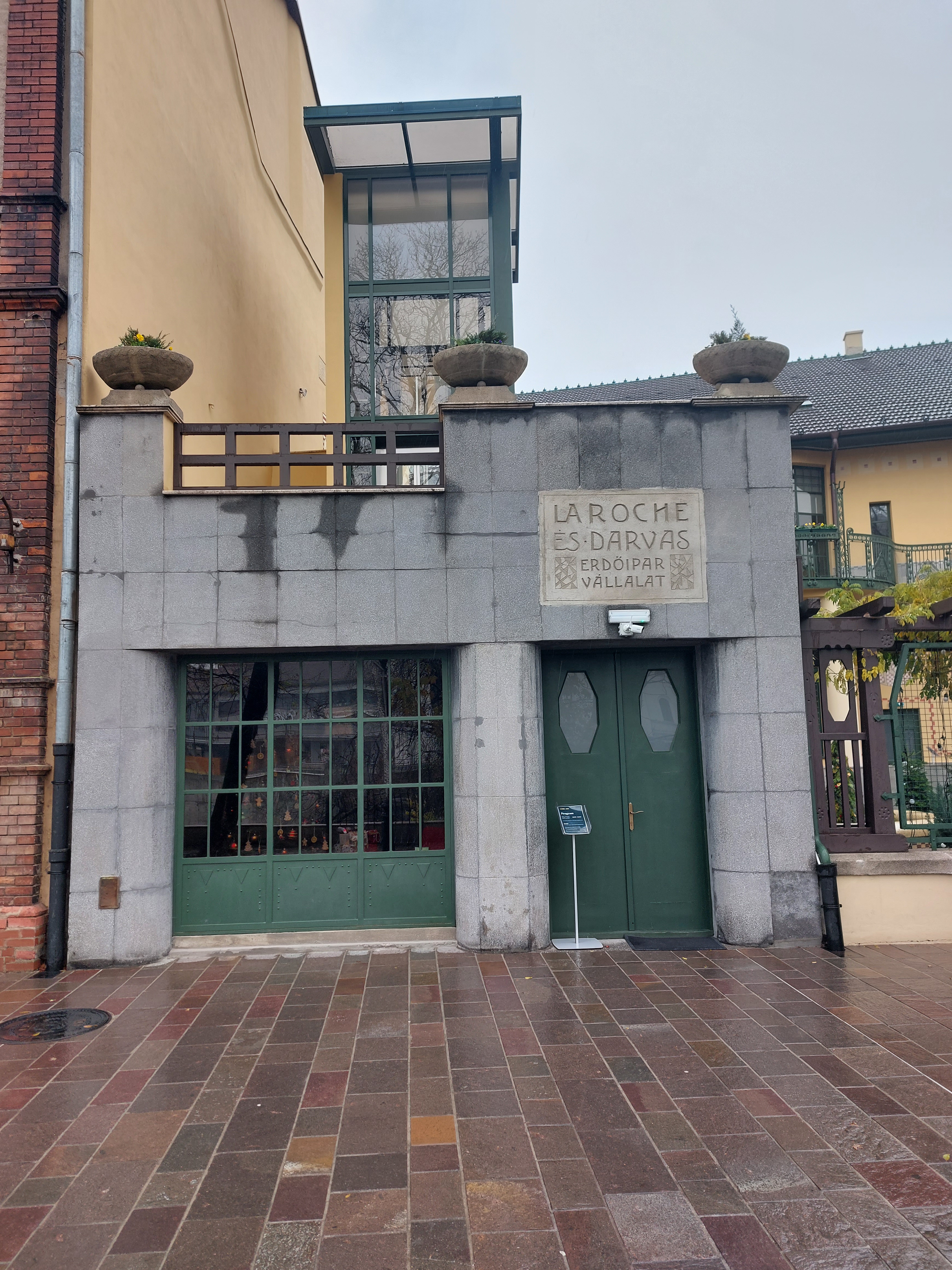
Garajul casei.